# Товариство відродження (Японська імперія)
Юсінкай (яп. 又新会, досл. «Товариство відродження») — японська політична партія що діяла в Японській імперії на початку 20 століття (з 1908 по 1910 рік).

## Історія
Політична партія «Товариство відродження» була заснована 21 грудня 1908 року шляхом злиття політичної партії «Юкокай» і ще кількох незалежних членів (депутатів) парламенту Японської імперії. Партія мало послідовну політику, за винятком боротьби з корупцією, і співпрацювала з політичною партією «Автентична конституційна партія» в протистоянні з однією з найвпливовіших політичних партій японської імперії «Асоціація друзів конституційного правління». У березні 1910 року понад половина з 45 її членів «Товариство відродження», вийшло з неї щоб приєднатися до нової політичної партії «Конституційна націоналістична партія», а в грудні 1910 року «Товариство відродження» була розпущена, а 18 її членів залишилися незалежними депутатами в парламенті Японської імперії.